# 宅男時尚寶典：變身型男之終極指導手冊
《宅男時尚寶典：變身型男之終極指導手冊》（脱オタクファッションガイド改）是由日本漫画家晴瀬 ひろき作畫、黒渕かしこ插圖的改編自久世「宅男時尚寶典」作品。由Trend Pro股份有限公司/Booksplus製作。是一本教導宅男、宅女們如何改變自身穿著習慣，融入大眾的學習書。

## 故事簡介
一個令然目眩神移的完美存在，我與她站在一起會是個錯誤，因為她說了「穿成那種樣子，實在是讓人不太想跟他走在一起呢」，之後我巧遇了多年未見的兒時玩伴，她對我說「就是因為宅所以才不行呀，就讓我好好的幫你改造吧！」，自此我下定了決心，為了得到那女孩的芳心我一定要擺脫我這身「宅男形象」。

## 漫畫
- 日文版：ISBN 978-4-2740-6778-5  2009年11月21日出版
- 中文版：ISBN 978-9-5744-2843-4  2010年5月27日出版

### 製作人員
- 原作：久世

網站(宅男時尚寶典（页面存档备份，存于）)(2002年12月開站)管理員。
- 製作：Trend Pro股份有限公司/Booksplus

Trend Pro股份有限公司是於1988年創立的集團，主要進行已動漫或插圖來製作之各類行銷工具的企劃、製作工作。而Booksplus公司則是充任利用日本最重量級的Trend Pro股份有限公司之製作Know How，獨立為專門從事書籍製作的服務品牌。
- 對白/構成：re_akino
- 作畫：晴瀬ひろき
- 插圖：黒渕かしこ

### 登場人物
瀧澤一樹
就讀於東京的一所大學，自認自己是非常不普通的一名男性，連其他人也認為他是「宅男」，國中的時候開始「宅化」，是個喜歡動畫、美少女遊戲、Figure（美少女模型）頭上綁著頭巾的人，穿著非常的秋葉原系，網路暱稱為「Kachyu」（かっちゅ）
篠冢由香
跟一樹就讀同一所大學的女孩，是一樹喜歡的對象，性格柔和，曾經在英文課時與一樹分到同一組，有過交談。
春日奈奈
就讀於時尚服裝的專門學校，一樹的青梅竹馬，對待任何人都很友善也很溫柔。
大山勇一
和一樹就讀同所大學的宅朋友。其本性非常的溫和，是一個帶著眼鏡的胖子，喜歡著女僕咖啡廳的小雪。網路暱稱為「Yuniya」（ユウニャ）
細田哲
一樣是一樹就讀同所大學的宅朋友。是位容易緊張流著長髮帶著鴨舌帽，身穿多口帶背心的瘦弱男子。網路暱稱為「Satopi」（サトピー）
伊原美咲
由香的好朋友，對時尚服裝很有品味，擅於社交，曾說過一個月要參加三次的連誼。
亞美
一樹、勇一、哲在聯誼中認識的女孩。

## 外部連結
- 宅男時尚寶典（页面存档备份，存于）
- 脱オタクファッションガイド改　書籍版